# Taiki Watanabe
Taiki Watanabe (jap. 渡邊泰基, Watanabe Taiki; * 22. April 1999 in Niigata, Präfektur Niigata) ist ein japanischer Fußballspieler.

## Karriere
Taiki Watanabe erlernte das Fußballspielen in der Jugendmannschaft von Albirex Niigata sowie in der Schulmannschaft der Maebashi Ikuei High School. Seinen ersten Profivertrag unterschrieb er 2018 bei Albirex Niigata. Der Verein aus Niigata, einer Großstadt in der gleichnamigen Präfektur Niigata auf Honshū, der Hauptinsel von Japan, spielte in der zweithöchsten Liga des Landes, der J2 League. Ende Juli 2020 wurde er vom Ligakonkurrenten Zweigen Kanazawa ausgeliehen. Für den Verein aus Kanazawa stand er 64-mal in der zweiten Liga auf dem Spielfeld. Nach der Ausleihe kehrte er im Januar 2022 nach Niigata zurück. Am Ende der Saison 2022 feierte er mit Albirex die Meisterschaft und den Aufstieg in die erste Liga. Zu Beginn der Saison 2024 wechselte er im Januar 2024 zu den ebenfalls in der ersten Liga spielenden Yokohama F. Marinos.

## Erfolge
Albirex Niigata
- Japanischer Zweitligameister: 2022  ▲